# Волынский, Яков Фёдорович
Яков Фёдорович Волынский — рында, голова и воевода во времена правления Ивана IV Васильевича Грозного, Фёдора Ивановича, Бориса Годунова, Смутное время и Михаила Фёдоровича.
Сын Волынского Фёдора Андреевича по прозванию Попадейка, упомянутого в 1533 году.

## Биография
В сентябре 1567 года, при путешествии Государя с сыном Иваном Ивановичем в Новгород, Яков Фёдорович стоял у коша. В Литовском походе 1568 года был у царевича Ивана Ивановича рындой с рогатиной. В 1572 году ходил воеводой Сторожевого полка с войском из Орешка на шведские пограничные земли и был потом первым воеводой в Руговиде. В 1573 году в царском походе на Новгород и далее на немцев, состоял одним из голов при царевиче Фёдоре Ивановиче. В том же году на свадьбе короля Арцымагнуса с дочерью князя Владимира Андреевича Старицкого — Марией Владимировной, находился у саней королевы, а потом ходил за постелью.
За ним с братом Андреем Фёдоровичем, до 1625 года числилась вотчина село Покровское и сельцо Полуектово на реке Рузе в Рузском уезде.
По родословной росписи показан бездетным.